# Henley Business School
Henley Business School ved University of Reading er en verdenskendt handelshøjskole. Den blev dannet vid en fusion mellem de tidligere uafhængige Henley Management College,todæogere Administrative Staff College, med den eksisterende handelshøjskole på University of Reading. Som et resultat af denne fusion ligger skolen nu i to byer: Greenlands Campus, nær byen Henley-on-Thames, det oprindelige sted for Henley Management College og Whiteknights Campus i Reading.